# راه سفید بزرگ (فیلم ۱۹۲۴)
راه سفید بزرگ (انگلیسی: The Great White Way) یک فیلم به کارگردانی ای میسون هاپر است که در سال ۱۹۲۴ منتشر شد. از بازیگران آن می‌توان به آنیتا استوارت اشاره کرد.